# ورزشگاه مراکش
ورزشگاه مراکش (عربی: ستاد مراکش) ورزشگاهی در کشور مراکش است.
این ورزشگاه که در شهر مراکش قرار دارد در سال ۲۰۱۱ ساخته شده و ۴۵٬۲۴۰ نفر جمعیت دارد، ورزشگاه مراکش میزبان فینال جام باشگاه‌های فوتبال جهان در سال‌های ۲۰۱۳ و ۲۰۱۴ بوده است.